# Contea di Lewis (Missouri)
La contea di Lewis in inglese Lewis County è una contea a nordest dello Stato del Missouri, negli Stati Uniti. La popolazione al censimento del 2020 era di 10 032 abitanti. Il capoluogo di contea è Monticello.

## Storia
La contea fu creata il 2 gennaio 1833 e prese il nome da Meriwether Lewis, esploratore e governatore del territorio della Louisiana.

## Geografia

### Contee confinanti
- Clark County (nord)
- Hancock County, Illinois (nordest)
- Adams County, Illinois (sudest)
- Marion County (sud)
- Shelby County (sudovest)
- Knox County (ovest)

### Autostrade principali
- U.S. Route 61
- Route 6
- Route 81
- Route 156

## Geografia antropica

### Città
- Canton
- Ewing
- La Belle
- La Grange
- Lewistown
- Monticello

### Unincorporated communities
- Argola
- Benjamin
- Deer Ridge
- Derrahs
- Dover
- Durgen
- Durham
- Gilead
- Laura
- Maywood
- Midway
- Salem
- Santuzza
- Sellers
- Steffenville
- Ten Mile
- Tolona
- Weber
- Williamstown